# Retrospect
Retrospect är ett livealbum av Kenneth Pattengale och Joey Ryan (senare kallade The Milk Carton Kids), utgivet 15 mars 2011.
Retrospect producerades av The Milk Carton Kids och mastrades av Reuben Cohen för Lurssen Mastering. Albumet innehåller Pattengales och Ryans sololåtar som har omtolkats för att passa duon.

## Låtlista
1. "Permanent" – 5:10
2. "Laredo" – 5:57
3. "Broken Headlights" – 3:20
4. "Charlie" – 4:01
5. "Maybe It's Time" – 4:27
6. "Trouble in These Parts" – 4:22
7. "Girls, Gather 'Round" – 4:54
8. "As It Must Be" – 4:38
9. "Memoirs of an Owned Dog" – 4:08
10. "Queen Jane" – 3:56
11. "Rock & Roll 'Er" – 5:04
12. "Lake Skaneateles" – 3:54
13. "California" – 4:43
14. "Like a Cloak" – 5:14